# Shartāq-e Yek
Shartāq-e Yek (persiska: شرطاق یک) är en ort i Iran.   Den ligger i provinsen Khuzestan, i den västra delen av landet, 600 km sydväst om huvudstaden Teheran. Shartāq-e Yek ligger 17 meter över havet och antalet invånare är 173.
Terrängen runt Shartāq-e Yek är mycket platt. Runt Shartāq-e Yek är det ganska tätbefolkat, med 144 invånare per kvadratkilometer. Närmaste större samhälle är Ḩamīdīyeh, 17,4 km norr om Shartāq-e Yek. Omgivningarna runt Shartāq-e Yek är i huvudsak ett öppet busklandskap.